# Angulyagra oxytropis
Angulyagra oxytropis е вид охлюв от семейство Viviparidae. Видът не е застрашен от изчезване.

## Разпространение
Разпространен е в Индия (Манипур, Мегхалая и Трипура), Индонезия (Сулавеси и Ява), Китай, Малайзия (Западна Малайзия), Мианмар, Филипини и Япония.